# Hietamiehen metsä
Hietamiehen metsä este o arie protejată (arie specială de conservare — SAC, sit de importanță comunitară — SCI) din Finlanda întinsă pe o suprafață de 171 ha, integral pe uscat.

## Localizare
Centrul sitului Hietamiehen metsä este situat la coordonatele 60°56′39″N 27°19′51″E / 60.9442°N 27.3308°E.

## Înființare
Situl Hietamiehen metsä a fost declarat sit de importanță comunitară în mai 2002 pentru a proteja 1 specie de animale. Situl a fost protejat și ca arie specială de conservare în aprilie 2015.

## Biodiversitate
Situată în ecoregiunea boreală, aria protejată conține 4 habitate naturale: Mlaștini turboase de tranziție și turbării mișcătoare, Izvoare fino-scandinave și mlaștini produse de izvoare bogate în minerale, Taiga vestică, Mlaștini împădurite.
La baza desemnării sitului se află o specie protejată de  mamifere: veveriță zburătoare siberiană (Pteromys volans).